# Władysław Szczypa
Władysław Szczypa, ps. „Hanka”, „Jan”, „Kiełczewski” (ur. 14 grudnia 1895 we Włostowicach, zm. w 1940 w Charkowie) – polski działacz niepodległościowy i polityk, poseł na Sejm IV kadencji, podporucznik taborów rezerwy Wojska Polskiego, farmaceuta, ofiara zbrodni katyńskiej.

## Życiorys
Syn Józefa i Marii Apolonii z Grochów urodzony 14 grudnia 1895 we Włostowicach. Pochodził z rodziny robotniczej. Ukończył gimnazjum w Sandomierzu (1911). Do 1914 pracował w aptekach. W 1913 przeszedł w austriackim Bełżcu podstawowe szkolenie wojskowe w Polskich Drużynach Strzeleckich.
W 1915 został zmobilizowany do armii rosyjskiej, z której zdezerterował i 16 sierpnia 1916 dołączył do 4 pułku piechoty Legionów Polskich.
Organizator i komendant puławskiej grupy Polskiej Organizacji Wojskowej, która działała pod przykrywką legalnie zarejestrowanej w 1917 organizacji Piechur. Aresztowany 14 maja 1918 po napadzie na skład broni w Puławach. Do 15 października 1918 więziony był na Zamku Lubelskim. 1 listopada 1918 otrzymał, a w dniu następnym zrealizował rozkaz rozbrojenia Niemców i Austriaków stacjonujących w Puławach i okolicach. Następnie walczył w batalionie szturmowym Grupy majora Leopolda Lis-Kuli, a później w 1 Pułku Piechoty Legionów na stanowisku dowódcy plutonu karabinów maszynowych.
W składzie 35 pułku piechoty, w stopniu sierżanta, walczył na Ukrainie i Podlasiu.
20 stycznia 1921 został przeniesiony do rezerwy. 8 stycznia 1924 został zatwierdzony w stopniu podporucznika ze starszeństwem z 1 czerwca 1919 i 3371. lokatą w korpusie oficerów rezerwy piechoty. Posiadał wówczas przydział w rezerwie do 7 Pułku Piechoty Legionów w Chełmie. Później, w tym samym stopniu i starszeństwie, został przeniesiony do korpusu oficerów taborowych. W 1934 posiadał przydział w rezerwie do Kadry 2 Dywizjonu Taborów w Lublinie.
Po wojnie wrócił do zawodu aptekarza. Od 1927 pracował puławskim samorządzie i miejscowej kasie oszczędnościowej. W 1935 wybrany został posłem na Sejm IV kadencji.
We wrześniu 1939 został zmobilizowany do 10 Dywizjonu Taborów. Po agresji ZSRR na Polskę w nieznanych okolicznościach dostał się do niewoli sowieckiej i przebywał w obozie w Starobielsku. Wiosną 1940 został zamordowany przez funkcjonariuszy NKWD w Charkowie i pogrzebany w bezimiennej mogile zbiorowej w Piatichatkach, gdzie od 17 czerwca 2000 mieści się oficjalnie Cmentarz Ofiar Totalitaryzmu w Charkowie. Figuruje na tzw. liście Gajdideja (poz. 3846).
5 października 2007 minister obrony narodowej Aleksander Szczygło mianował go pośmiertnie na stopień kapitana. Awans został ogłoszony 9 listopada 2007 w Warszawie, w trakcie uroczystości „Katyń Pamiętamy – Uczcijmy Pamięć Bohaterów”.

## Ordery i odznaczenia
- Krzyż Niepodległości – 28 grudnia 1933 „za pracę w dziele odzyskania niepodległości”[15], zamiast uprzednio nadanego Medalu Niepodległości[16][1][17]
- Krzyż Walecznych[18]
- Srebrny Krzyż Zasługi – 17 marca 1934 „za zasługi na polu pracy społecznej”[19]